# Edmund Veesenmayer
Edmund Veesenmayer (Bad Kissingen, 12 novembre 1904 – Darmstadt, 24 dicembre 1977) è stato un generale tedesco, alto funzionario delle SS tedesche e perpetratore dell'Olocausto. Ha contribuito in modo significativo all'Olocausto in Ungheria e nello Stato Indipendente di Croazia (NDH).
Veesenmayer era un subordinato di Ernst Kaltenbrunner e Joachim von Ribbentrop e lavorava con Adolf Eichmann. Fu anche coinvolto nella creazione dello stato fantoccio dell'NDH gestito dagli Ustascia dopo l'invasione della Jugoslavia dell'aprile 1941, e nella selezione e installazione del regime fantoccio di Milan Nedić nel territorio della Serbia occupata dai tedeschi. Dopo la guerra, fu processato e condannato al Processo ai ministri: è stato condannato a 20 anni di reclusione, ma è stato rilasciato dopo 2 anni.

## Biografia

### Primi anni
Edmund era figlio dell'insegnante Franz Xaver Veesenmayer di Oberstaufen a Kempten (Allgäu). Dal 1923 al 1926 studiò scienze politiche a Monaco di Baviera, dove conseguì il dottorato nel 1928. Successivamente insegnò per quattro anni all'Istituto politico-economico dell'Università tecnica di Monaco.

### Schenker AG
Veesenmayer ha fatto parte del comitato consultivo della società di trasporti tedesca Schenker AG, società che ha svolto un ruolo chiave nello spostamento dei beni derivati dal saccheggio nazista in tutta Europa nel periodo dal 1938 al 1945.

### Carriera nelle SS
Veesenmayer si unì al Partito Nazista nel novembre 1932 e alle SS nel 1934. Nel 1934 ottenne un posto nell'ufficio per gli affari economici di Hitler a Berlino. Prima del Putsch di luglio, lavorò per allineare le fazioni rivali del fuorilegge Partito nazista austriaco, costringendo alle dimissioni il cancelliere Kurt Schuschnigg e stabilendo importanti collegamenti economici tra Austria e Germania. Per questo sforzo fu promosso SS-Standartenführer nel marzo 1938. Il suo lavoro successivo fu di smembrare la Cecoslovacchia e rendere la Slovacchia di Jozef Tiso sottomessa alla Germania nazista nel marzo 1939. Nell'agosto dello stesso anno lavorò alla raccolta di informazioni nella Città Libera di Danzica dove ha lavorato su varie misure volte ad aumentare le tensioni tra Polonia e Germania. Per questi sforzi è stato insignito della Croce di Danzica di seconda classe. Si unì ai circoli economici influenti, facendosi molti amici nelle alte sfere. Dal marzo 1940 al luglio 1943, gli fu affidata la pianificazione dello spostamento dello Stato Libero d'Irlanda (neutrale) contro la Gran Bretagna.
All'inizio del 1941 fu assegnato al corpo diplomatico tedesco dislocato a Zagabria. Qui organizzò, con il leader ustascia Slavko Kvaternik, la proclamazione dello Stato Indipendente di Croazia, quattro ore prima che i tedeschi entrassero in città. Ciò che Ante Pavelic intendeva per "indipendenza", come riferì Veesenmeyer a Berlino, era innanzitutto ottenere il riconoscimento tedesco della Croazia; e in secondo luogo, un'opportunità per ringraziare Hitler di persona e promettergli "di vivere e morire per il Führer". Veesenmayer ha svolto un ruolo importante nella persecuzione e nell'omicidio di croati e serbi. Fu coinvolto in un'operazione per rovesciare il governo ungherese nel 1944. Il 15 marzo 1944 fu promosso SS-Brigadeführer e divenne plenipotenziario del Reich dopo l'occupazione tedesca dell'Ungheria. Da marzo a ottobre dello stesso anno è stato coinvolto nell'organizzazione della soluzione finale per gli ebrei ungheresi.
In un telegramma del 13 giugno 1944 riferì al Ministero degli Esteri: “trasporta ebrei dai Carpazi e dallo spazio della Transilvania … con un totale di 289.357 ebrei in 92 treni completi di 45 carrozze”. Il 15 giugno 1944, Veesenmayer disse a Joachim von Ribbentrop in un telegramma che circa 340.000 ebrei erano stati consegnati al Reich. Annunciò anche che dopo la soluzione finale della questione ebraica, il numero degli ebrei ungheresi deportati avrebbe raggiunto i 900.000 individui.

## Processo e condanna
Nel Processo ai ministri nel 1949, Veesenmayer ricevette una condanna a 20 anni di reclusione per crimini contro l'umanità, schiavitù e appartenenza a un'organizzazione criminale. Questa pena fu ridotta a 10 anni nel 1951. Fu rilasciato il 16 dicembre dello stesso anno, grazie all'intervento dell'Alto Commissario USA in Germania John J. McCloy.
Dopo il suo rilascio, tra il 1952 e il 1955, Veesenmayer lavorò a Teheran come rappresentante della Toepfer International, una società di commercio di materie prime tedesca. Alla fine della sua vita visse a Darmstadt, dove morì nel 1977.

### Approfondimenti
- Gerald Reitlinger, The SS – Alibi of a Nation, New York, Viking (Da Capo reprint), 1957, ISBN 0-306-80351-8.
- (DE) Igor-Philip Matić, Edmund Veesenmayer. Agent und Diplomat der nationalsozialistischen Expansionspolitik, Oldenbourg, 2002, ISBN 3-486-56677-6.